# Concepción de Oriente
Concepción de Oriente es un distrito del municipio fronterizo de La Unión Norte que pertenece al departamento de La Unión, en El Salvador.

## Datos básicos
En 2024 el distrito, tenía una población de 7.042 habitantes. En toda la zona se registran, 2 unidades de salud, 5 escuelas, 1 instituto, 7 iglesias, 2 canchas deportivas, 1 parque; los servicios básicos como agua, energía eléctrica, teléfono, 1 puesto de policía, 1 juzgado de paz; como fuentes de trabajo se dedican al comercio y ganadería. En el distrito sólo hay una cantina, tenía  tendencia a tener maras o jóvenes del pueblo y muy débil al narcotráfico bajo amenazas (durante el 2014 y 2015).
No hay puente sobre el Río Goascorán que conecte el distrito a Honduras. Hay carretera pavimentada que conduce al distrito y ciudad de Santa Rosa de Lima, La Unión. Las fiestas patronales son la primera semana de enero.
- Latitud: 13.78676
- Longitud: -87.710487
- UFI:
- UNI:
- UTM:1524257 423202 16P
- JOG:

## Límites
Este distrito está limitado, al Norte y al Este por Honduras, al Sur por el distrito de El Sauce, y al oeste por el distrito de Polorós; al Este del distrito pasa el Río Goascorán. El Guascorán divide a la frontera oriental de El Salvador con Honduras. Situado en el extremo oriente de El Salvador, el departamento de La Unión, limita al Norte y Este con Honduras y al oeste con los departamentos de Morazán y San Miguel. En el Sur con el océano Pacífico, mientras que el sureste con el golfo de Fonseca, el cual comparte con Honduras y Nicaragua.

## Cantones y caseríos
| Cantón     | Caserío                                                                                 |
| ---------- | --------------------------------------------------------------------------------------- |
| Gueripe    |                                                                                         |
|            | Cuevas                                                                                  |
|            | Ojo de Agua                                                                             |
|            | Pueblo Nuevo                                                                            |
| El Guayabo |                                                                                         |
|            | Alto Arriba                                                                             |
|            | El Terrero                                                                              |
|            | El Espinal Plan de la aguja, Y Caserío los Villatoro                                    |
| El Molino  |                                                                                         |
|            | El Manzanillo                                                                           |
|            | El Pedernal                                                                             |
| El Zapote  |                                                                                         |
|            | La maroma, El caliche, Zapote, El valle, caserío los martines, El bolillo y Río Arriba, |
| Carbones   |                                                                                         |
|            | Los Chávez                                                                              |

## Historia
Antes de 1882, la Villa de Concepción de Oriente era conocida como Saco.
El nombre autóctono de esta población, Saco, está constituido de dos vocablos del idioma Lenca, a saber: sa, say, ‘cuatro’; y co, ‘piedra’, ‘roca’. Significa, por lo tanto, «Las cuatro piedras», etimología que alude a la naturaleza rocosa de la región donde fue fundada. En el mismo idioma, saco o sago significa ‘mimbre’; de ahí que tal nombre puede traducirse también por «El mimbral».
En 1770, situado en el extremo Oriente del Curato (territorio bajo la jurisdicción espiritual del Cura) de Gotera, y habitada por indios de origen lenca la región fue visitada por el curato de Gotera, el arzobispo don Pedro Cortés y Larraz, la ranchería de Saco era de ínfima importancia, pues no la menciona el diligente prelado. En 1770, según el arzobispo don Pedro Cortés y Larraz, Saco tenía 270 habitantes. 
En 1807, según el corregidor intendente don Antonio Gutiérrez y Ulloa, Saco era una «reducción de ladinos», es decir una aldea, con una población de 718 habitantes, en el partido de Gotera y en el curato de Anamorós, aun cuando carecía de iglesia.
Entró a formar parte del departamento de San Miguel, en el distrito de Gotera, por Ley Constitucional de 12 de junio de 1824.
Posteriormente, una vez constituido el estado de El Salvador y con fecha 5 de marzo de 1827, la Asamblea emitió un decreto, en virtud del cual se dividió en dos el antiguo y extenso partido de Gotera, a expensas del cual se creó el distrito de San Antonio del Sauce, que como anejo, el pueblo Saco (hoy Concepción de Oriente). Perteneció al distrito de San Antonio del Sauce desde el 5 de marzo de 1827, en que fue segregado del de Gotera, hasta el 9 de febrero de 1883, y desde esta fecha forma parte del distrito de Santa Rosa.
Entre los sucesos notables en esta población se menciona el que tuvo efecto el 16 de abril de 1845, fecha en que una partida de facinerosos hondureños, en número de veinticinco, atravesó el Río Goascorán y amenazó al vecindario de Saco. «Estos —dice el general José Trinidad Cabañas— considerándose indefensos, desde aquel momento comenzaron a emigrar por varias direcciones, cuya precaución los salvó de ser saqueados y maltratados por la misma partida, que el día siguiente ocupó la población». 
El distrito de El Sauce entró a formar parte del departamento de La Unión, al ser creado éste por ley del 22 de junio de 1865, segregándose así del departamento de San Miguel al que había pertenecido desde el 22 de junio de 1824. 
En 1881, la villa de San Antonio del Sauce dejó de ser cabecera del distrito de igual denominación, jerarquía que pasó a la villa de Santa Rosa de Lima del cual Concepción de Oriente todavía es anejo.
Siendo Presidente de la República el doctor Rafael Zaldívar, por Decreto Legislativo de 23 de febrero de 1882, el pueblo de Saco fue elevado a la categoría de villa, en recompensa a sus mejoras morales y materiales, y al mismo tiempo se le cambió su nombre original por el de Concepción de Oriente. En 1890, tenía una población de 2260 habitantes. 
Güeripe. Importante cantón a 8 km (kilómetros) al oeste de Concepción de Oriente, cuyo nombre, en idioma Lenca o potón, significa ‘dos barrigas’, de güeri, ‘barriga’, y pe, ‘dos’.
En el año 2016, adquirió el título de ciudad, por decreto legislativo.

## Toponimia
Su nombre honra a la Inmaculada Concepción de María, dogma de la Iglesia católica.

## Demografía
Según el censo de 2007, la población es de 8719 habitantes. Para el 2020, la población estimada es de alrededor de 10 000 habitantes

## Datos
Alcaldía distrital de Concepción de Oriente en La Unión Norte:
- Dirección: barrio El Centro, Concepción de Oriente, frente al parque
- Actual alcalde: Edwin Serpas